# لوپو پیک
لوپو پیک (آلمانی: Lupu Pick; ۲ ژانویهٔ ۱۸۸۶ – ۷ مارس ۱۹۳۱) هنرپیشه، کارگردان و تهیه‌کننده آلمانی رومانیایی‌الاصل بود که بین سال‌های ۱۹۱۰ تا ۱۹۳۱ میلادی فعالیت می‌کرد. از آثار مهمش متلاشی (۱۹۲۱) و شب سال نو (۱۹۲۴) را می‌توان نام برد.

## زندگی‌نامه
او در رومانی زاده شد و پدرش یک اتریشی یهودی و مادرش اهل رومانی بود. لوپو فعالیت هنری‌اش را پیش از سال ۱۹۱۰ میلادی، با بازی در تئاتر در شهرهای فلنسبورگ، هامبورگ و برلین آغاز نمود. او مابین سال‌های ۱۹۱۰ تا ۱۹۲۸ میلادی در ۵۰ فیلم هنرنمایی کرد. لوپو همچنین سمت‌های اجرایی مهمی در انجمن‌های سینمایی گوناگون در آلمان داشت.
همسر او ادیث پوسکا بازیگر آلمانی بود.